# Vũ Trọng Phụng
Vũ Trọng Phụng (1912-1939) là một nhà văn, nhà báo nổi tiếng của Việt Nam vào đầu thế kỷ 20. Tuy thời gian cầm bút rất ngắn ngủi, với tác phẩm đầu tay là truyện ngắn Chống nạng lên đường đăng trên Ngọ báo vào năm 1930, ông đã để lại một kho tác phẩm đáng kinh ngạc: hơn 30 truyện ngắn, 9 tập tiểu thuyết, 9 tập phóng sự, 7 vở kịch, cùng một bản dịch vở kịch từ tiếng Pháp, một số bài viết phê bình, tranh luận văn học và hàng trăm bài báo viết về các vấn đề chính trị, xã hội, văn hóa. Một số trích đoạn tác phẩm của ông trong các tác phẩm Số đỏ và Giông Tố đã được đưa vào sách giáo khoa môn Ngữ văn của Việt Nam.
Nổi tiếng với giọng văn trào phúng châm biếm xã hội của mình, một số người đã so sánh ông như Balzac của Việt Nam. Tuy nhiên, cũng vì phong cách "tả chân" và yếu tố tình dục trong tác phẩm mà khi sinh thời ông đã bị chính quyền bảo hộ Pháp tại Hà Nội gọi ra tòa vì "tội tổn thương phong hóa" (outrage aux bonnes moeurs). Về sau này, tác phẩm của ông lại bị cấm xuất bản vì là "tác phẩm suy đồi" tại miền Bắc Việt Nam từ năm 1954 và cả nước từ ngày 30 tháng 4 năm 1975 cho đến tận cuối những năm 1980 mới được chính quyền cho lưu hành.

## Thân thế và sự nghiệp
Vũ Trọng Phụng sinh ngày 20 tháng 10 năm 1912, quê ở làng Hảo (trước đây thuộc làng cổ Liêu Xuyên mảnh đất địa linh sinh ra nhiều nhân tài) nay là thôn Ông Hảo, xã Liêu Xá, huyện Yên Mỹ, tỉnh Hưng Yên nhưng ông lớn lên và qua đời tại Hà Nội. Cha ông là Vũ Văn Lân làm thợ điện ở Ga-ra Charles Boillot, mất sớm khi ông mới được 7 tháng tuổi, Vũ Trọng Phụng được mẹ là bà Phạm Thị Khách ở vậy tần tảo nuôi con ăn học. Sau khi học hết tiểu học tại trường Hàng Vôi, Vũ Trọng Phụng phải thôi học để đi làm kiếm sống vào khoảng năm 16 tuổi. Ông là một trong những lứa thanh niên Việt Nam đầu tiên được giáo dục bằng tiếng Pháp và chữ Quốc Ngữ. Đó là nguyên nhân khiến ông luôn thần tượng nền văn hóa Pháp và là lớp nhà văn tích cực truyền bá văn học chữ Quốc Ngữ. Sau hai năm làm ở các sở tư như nhà hàng Gôđa, nhà in IDEO (Viễn Đông), ông chuyển hẳn sang làm báo, viết văn chuyên nghiệp.
Năm 1930, Vũ Trọng Phụng đã có truyện ngắn đầu tay Chống nạng lên đường đăng trên tờ Ngọ Báo. Bắt đầu ông viết một số truyện ngắn, nhưng không được chú ý nhiều. Năm 1931, ông viết vở kịch Không một tiếng vang, thì bắt đầu thu hút được sự quan tâm của độc giả. Năm 1934, Vũ Trọng Phụng mới cho ra mắt cuốn tiểu thuyết tâm lý đầu tay Dứt tình đăng trên tờ Hải Phòng tuần báo.
Năm 1936, ngòi bút tiểu thuyết của ông nở rộ, chỉ trong vòng một năm, bốn cuốn tiểu thuyết lần lượt xuất hiện trên các báo, thu hút sự chú ý của công chúng. Cả bốn tiểu thuyết Giông tố, Số đỏ, Vỡ đê và Làm đĩ đều hiện thực, đi sâu vào các vấn đề xã hội. Trong đó Số đỏ xuất sắc hơn cả, được xem như tác phẩm lớn nhất của Vũ Trọng Phụng, một vài nhân vật, câu nói trong Số đỏ đã đi vào ngôn ngữ đời sống hằng ngày.
Là một nhà báo, Vũ Trọng Phụng đã viết nhiều phóng sự nổi tiếng. Với phóng sự đầu tay Cạm bẫy người (1933) đăng báo Nhật Tân dưới bút danh Thiên Hư, Vũ Trọng Phụng đã gây được sự chú ý của dư luận đương thời. Năm 1934, báo Nhật Tân cho đăng Kỹ nghệ lấy Tây. Với hai phóng sự đó, Vũ Đình Chí và Vũ Bằng đã cho ông là một trong hàng vài ba "nhà văn mở đầu cho nghề phóng sự của nước ta". Những phóng sự tiếp theo như Cơm thầy cơm cô, Lục sì đã góp phần tạo nên danh hiệu "ông vua phóng sự của đất Bắc" cho Vũ Trọng Phụng
Những tiểu thuyết và phóng sự của ông cũng nhận được nhiều ý kiến phản bác. Từ năm 1936 đến khi Vũ Trọng Phụng qua đời năm 1939, đã nổ ra cuộc tranh luận xung quanh vấn đề "Dâm hay không Dâm" trong các tiểu thuyết, phóng sự của ông.
Cả đời Vũ Trọng Phụng sống trong nghèo khổ. Vì còn bà nội và mẹ già nên dù lao động cật lực, ngòi bút của ông vẫn không đủ nuôi gia đình. Tuy viết về nhiều các tệ nạn, thói ăn chơi nhưng Vũ Trọng Phụng là một người đạo đức và sống rất kham khổ. Vì vậy ông mắc bệnh lao phổi. Những ngày cuối đời, trên giường bệnh ông từng nói với Vũ Bằng: "Nếu mỗi ngày tôi có một miếng bít tết để ăn thì đâu có phải chết non như thế này". Vợ ông, bà Vũ Mỹ Lương, tên thường gọi là bà Gái, là con người vợ thứ tư của cụ Cửu Tích, một nhà tư sản có cửa hàng thuốc ở phố Hàng Bạc. Sau khi làm đám cưới vào ngày 23 tháng 1 năm 1938, hai vợ chồng đã cùng thuê nhà ở phố Hàng Bạc.
Ông mất ngày 13 tháng 10 năm 1939 do bệnh lao phổi, khi mới 27 tuổi, để lại gia đình còn bà nội, mẹ đẻ, vợ và người con gái chưa đầy 1 tuổi tên là Vũ Mỵ Hằng. Nhà văn Vũ Trọng Phụng sống long đong, khi qua đời, cũng nhiều phen đổi dời. Lúc mới mất, ông được chôn cất ở nghĩa trang Hợp Thiện, rồi nghĩa trang Quán Dền. Đến năm 1988, con gái Vũ Mỵ Hằng mới đưa ông về quy thổ vĩnh tại mảnh vườn của nhà mẹ vợ nhà văn tại làng Giáp Nhất.

## Tác phẩm

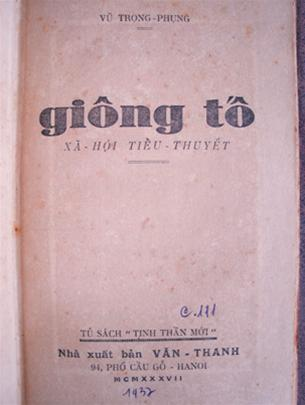
Bìa tiểu thuyết Giông Tố in năm 1937

### Bản quyền tác phẩm
Theo Luật sở hữu trí tuệ Việt Nam, thời hạn bảo hộ tác quyền chỉ là 50 năm kể từ năm mất của tác giả, đồng nghĩa với việc đối với tác phẩm của Vũ Trọng Phụng là đến hết năm 1989. Tuy nhiên, 28 tác phẩm của ông đã được Hãng Bảo hộ bản quyền tác giả Việt Nam (nay là Cục Bản quyền Tác giả Việt Nam) gia hạn thời hạn bảo hộ thêm 30 năm, gây lúng túng về nghĩa vụ thanh toán tiền tác quyền của một số hãng chuyển thể hoặc tái sử dụng tác phẩm của ông.

### Kịch
1. Không một tiếng vang (1931)
2. Tài tử (1934)
3. Chín đầu một lúc (1934)
4. Cái chết bí mật của người trúng số độc đắc (1937)
5. Hội nghị đùa nhả (1938)
6. Phân bua (1939)
7. Tết cụ Cố (Di cảo - đăng sau khi tác giả qua đời, trên Tiểu thuyết thứ bảy số 295, ngày 3 tháng 2 năm 1940)

### Dịch thuật
- Giết mẹ (1936) - nguyên bản Lucrèce Borgia của Victor Hugo

### Phóng sự
1. Nghề cạo giấy (1935)
2. Cạm bẫy người (1933)
3. Kỹ nghệ lấy Tây (1934)
4. Hải Phòng 1934 (1934)
5. Dân biểu và dân biểu (1936)
6. Cơm thầy cơm cô (1936)
7. Vẽ nhọ bôi hề (1934)
8. Lục xì (1937)
9. Một huyện ăn Tết (1938)

### Tiểu thuyết
1. Dứt tình (1934)
2. Giông tố (1936), khi đăng trên Hà Nội báo có tên Thị Mịch.
3. Vỡ đê (1936) - Báo Tương Lai
4. Số đỏ (1936) - Hà Nội báo
5. Làm đĩ (1936) - Tạp chí Sông Hương
6. Lấy nhau vì tình (1937)
7. Trúng số độc đắc (1938)
8. Quý phái (1937, đăng dang dở trên Đông Dương tạp chí - bộ mới)
9. Người tù được tha (Di cảo)

### Truyện ngắn
| 1. Chống nạng lên đường (1930) 2. Một cái chết (1931) 3. Bà lão lòa (1931) 4. Con người điêu trá (1932) 5. Quyền làm bố (1933) 6. Cuộc vui ít có (1933) 7. Hai hộp xì gà (1933) 8. Cái hàng rào (1934) 9. Tình là dây oan (1934) 10. Duyên không đi lại (1934) 11. Thầy lang bất hủ (1934) 12. Ông đừng lầm (1934) | Sao mày không vỡ, nắp ơi? (1934) Sư cụ triết lý (1935) Rửa hờn (1935) Bộ răng vàng (1936) Hồ sê líu hồ líu sê sàng (1936) Mơ ngày Tết (1936) Tết ăn mày (1936) Lỡ lời (1936) Người có quyền (1937) Cái ghen đàn ông (1937) Lòng tự ái (1937) Đi săn khỉ (1937) | Máu mê (1937) Tự do (1937) Lấy vợ xấu (1937) Một con chó hay chim chuột (1937) Một đồng bạc (1939) Đời là một cuộc chiến đấu (1939) Gương tống tiền (không rõ năm viết) Từ lý thuyết đến thực hành (không rõ năm viết) |

## Vinh danh
Tên ông được đặt cho những con đường ở Hà Nội, Đà Nẵng, Thành phố Hồ Chí Minh, Kiên Giang, Đồng Hới.